# Lake Summerset
Lake Summerset est une census-designated place située dans les comtés de Stephenson et Winnebago, dans l'État américain de l'Illinois. Sa population était de 2 061 en 2000.